# Amadeu de Langres
Amadeu de Oscheret (790-867) foi um conde de Oscheret (no Reino da Borgonha). Recebeu rendas de Langres, Dijon e Tonnerre. Era filho de Unroch, conde de Ternois, e fundador da dinastia húngara, e de Engertrude de Paris. De Amadeo vem a Casa de Borgonha, fundada em 1032, que reinou em Castela na Idade Média. Poderia ter sido o abade leigo de Saint-Cosme de Chalons.
Amadeu (Amadeus em latim), teve quatro filhos, dos quais três tiveram os seguintes encargos:
- Anscário de Ivrea (860-902), conde de Oscheret, primeiro margrave de Ivrea, fundador da Casa de Ivrea.
- Guy de Ivrea, conde em 865[2] e falecido em 889.[3]
- Fulquerio, bispo de Reims (?-17 de junho de 900).